# Christina Rost
Christina "Christa" Rost, ursprungligen Mäbert, född 14 augusti 1952 i Chemnitz, Östtyskland, är en tysk tidigare handbollsspelare, mittsexa, som tävlade för Östtysklands landslag.
Christina Rost spelade för SC Leipzig från 1968 till 1985 som center I och med detta vann hon sex gånger mästerskapet i DDR: 1972, 1973, 1975, 1976, 1978 och 1984, Hon vann också Europacupen 1974 den högsta rankade cupen för klubblag i Europa.
Från 1975 till 1984 spelade Rostför Östtysklands damlandslag i handboll och gjorde totalt 161 mål på 170 landskamper. Hennes största framgångar i det östtyska landslaget var VM-gulden 1975 och 1978. Hon vann med Östtyskland OS-silver 1976 i Montréal och OS-brons 1980 i Moskva.

## Utmärkelser
Christina Rost tilldelades Fäderneslandets förtjänstorden i brons 1976 och 1979 och i silver 1984.

## Privatliv
Christina Rost är gift med den olympiske mästaren i handboll Peter Rost. Deras son Frank Rost var fotbollsmålvakt och arbetar nu som idrottsfunktionär.